# 지진새
《지진새》(영어: Earthquake Bird)는 2019년 개봉한 미국의 미스터리 영화이다. 워시 웨스트모얼랜드가 감독과 각본을 맡았으며, 수재나 존스의 동명 소설이 영화의 원작이다.

## 출연
- 알리시아 비칸데르 - 루시 플라이
- 라일리 키오 - 릴리 브리지스
- NAOKI - 마쓰다 테이지
- 잭 휴스턴 - 밥
- 스케자네 키키 - 나쓰코
- 야마무라 켄 - 오구치
- 이와세 아키코 - 가토